# Philoliche marrietti
Philoliche marrietti är en tvåvingeart som beskrevs av Usher 1967. Philoliche marrietti ingår i släktet Philoliche och familjen bromsar. Inga underarter finns listade i Catalogue of Life.